# Calileptoneta noyoana
Calileptoneta noyoana là một loài nhện trong họ Leptonetidae.
Loài này thuộc chi Calileptoneta. Calileptoneta noyoana được Willis J. Gertsch miêu tả năm 1974.